# 崔漢綺
崔 漢綺（チェ・ハンギ、최한기、1803年10月26日 – 1877年6月21日）は、李氏朝鮮の実学者。字は芸老、号は惠崗、浿東、明南楼。本貫は朔寧。

## 人物
開城の両班出身。1825年に科挙に及第したが仕官せず、清から輸入した書物で読書と著作に専念した。著作集に『明南楼全書』や「『明南楼叢書』があるが、その内容は天文学、地理学、数学から社会思想まで広範囲に亙る。『気測体義』は経験主義哲学の代表作であり、『星気運化』は「気一元論」を説いたものであるが、李善蘭が漢訳したハーシェルの『談天』に基づいて編纂されており、当時の西洋科学の知識を取り入れたものとなっている。『人政』その他の著作では、能力による人材開発の方法を主張するなどの社会思想を展開した。